# Seznam dílů seriálu Sadie Sparksová
Toto je seznam dílů seriálu Sadie Sparksová.

## Přehled řad
| Řada | Díly | Premiéra ve VB (Irsko) | Premiéra ve VB (Irsko) | Premiéra v ČR | Premiéra v ČR |
| Řada | Díly | První díl              | Poslední díl           | První díl     | Poslední díl  |
| ---- | ---- | ---------------------- | ---------------------- | ------------- | ------------- |
| 1    | 26   | 20. dubna 2019         | 4. prosince 2019       | 1. srpna 2020 | 12. září 2020 |

## Seznam dílů

### První řada (2019)
| Č. v seriálu | Č. v řadě | Původní název                                  | Český název                                    | Režie             | Režie            | Příběh          | Premiéra ve VB (Irsko) | Premiéra v ČR  |
| ------------ | --------- | ---------------------------------------------- | ---------------------------------------------- | ----------------- | ---------------- | --------------- | ---------------------- | -------------- |
| 1            | 12        | Spot OnThe Need for Speed                      | Neúnosný NosLektvar Sebedůvěry                 | Darragh O'Connell | Anastasia Heinzi | Marc Sierra     | 20. dubna 2019         | 1. srpna 2020  |
| 2            | 34        | Triple CrossedThree's a Crowd                  | Problémový PodrazTři jsou dav                  | Darragh O'Connell | Rebecca Hobbs    | Pierre Lyphoudt | 21. dubna 2019         | 1. srpna 2020  |
| 3            | 56        | Tuff LuckA Walk on the Nile Side               | Smolný DenVyvolán Vyvolený                     | Darragh O'Connell | bude oznámeno    | bude oznámeno   | 27. dubna 2019         | 2. srpna 2020  |
| 4            | 78        | He's Such a DollLunch Potion Number 9          | Oživený PanákObětavý lektvar číslo 9           | Darragh O'Connell | bude oznámeno    | bude oznámeno   | 28. dubna 2019         | 2. srpna 2020  |
| 5            | 910       | The See-Me-Not FlowerBest Frenemies            | Nevidíš MěnkaÚhlavní Nepřátelé                 | Darragh O'Connell | bude oznámeno    | bude oznámeno   | 4. května 2019         | 8. srpna 2020  |
| 6            | 1112      | Dance FeverRight on Time                       | Taneční HorečkaPrávě v Čas                     | Darragh O'Connell | bude oznámeno    | bude oznámeno   | 5. května 2019         | 8. srpna 2020  |
| 7            | 1314      | Mascot TroubleGlove Story                      | Když Maskot SkotačíEso v Rukavici              | Darragh O'Connell | bude oznámeno    | bude oznámeno   | 11. května 2019        | 9. srpna 2020  |
| 8            | 1516      | The Double Dare ScareZen Rabbit                | Kdo si troufá občas zoufáVyklidnění králík     | Darragh O'Connell | bude oznámeno    | bude oznámeno   | 12. května 2019        | 9. srpna 2020  |
| 9            | 1718      | Mentor MayhemCreature Care                     | Učitelské ÚčtováníPéče o Příšery               | Darragh O'Connell | bude oznámeno    | bude oznámeno   | 6. července 2019       | 15. srpna 2020 |
| 10           | 1920      | Super TeepeeA Nose for Trouble                 | Super TeepeeNos pro Trable                     | Darragh O'Connell | bude oznámeno    | bude oznámeno   | 7. července 2019       | 15. srpna 2020 |
| 11           | 2122      | Magic vs. AliensMax Profit                     | Kouzla, kontra, MimozemšťanéMaxův Úspěch       | Darragh O'Connell | bude oznámeno    | bude oznámeno   | 13. července 2019      | 16. srpna 2020 |
| 12           | 2324      | Party On!The Secret Curse                      | A Paříme!Prokleté Tajnosti                     | Darragh O'Connell | bude oznámeno    | bude oznámeno   | 14. července 2019      | 16. srpna 2020 |
| 13           | 2526      | The Bane of BlaineMama Memory!                 | Blainova z HoubaZapomění mnohé mění!           | Darragh O'Connell | bude oznámeno    | bude oznámeno   | 20. července 2019      | 22. srpna 2020 |
| 14           | 2728      | Go Bunny GoThe Mysterious Avenger              | Do toho králíčkuZáhadný Mctitel                | Darragh O'Connell | bude oznámeno    | bude oznámeno   | 21. července 2019      | 22. srpna 2020 |
| 15           | 2930      | Cheeky MonkeySleeping City                     | OpičinySpící Město                             | Darragh O'Connell | bude oznámeno    | bude oznámeno   | 27. července 2019      | 23. srpna 2020 |
| 16           | 3132      | Advanced PrankingThe Doomed Watch              | Špilce pro PokročiléZatracené Ztracené Hodinky | Darragh O'Connell | bude oznámeno    | bude oznámeno   | 28. července 2019      | 23. srpna 2020 |
| 17           | 3334      | Diva SadieLulu's Shoes                         | Primadona SadieLulujiny boty                   | Darragh O'Connell | bude oznámeno    | bude oznámeno   | 25. listopadu 2019     | 29. srpna 2020 |
| 18           | 3536      | Best Friends ForeverMonster Exchange           | Nej NejkyVýměna Příšer                         | Darragh O'Connell | bude oznámeno    | bude oznámeno   | 26. listopadu 2019     | 29. srpna 2020 |
| 19           | 3738      | Living the DreamLight at Heart                 | Prožít si SenLehko v Srdci                     | Darragh O'Connell | bude oznámeno    | bude oznámeno   | 27. listopadu 2019     | 30. srpna 2020 |
| 20           | 3940      | It's ShowtimeCupcake Chaos                     | Pořad ZačínáKošíčková Kalamita                 | Darragh O'Connell | bude oznámeno    | bude oznámeno   | 28. listopadu 2019     | 30. srpna 2020 |
| 21           | 4142      | Truth BubblesDetention Games                   | Bubliny PravdyHon za Pokladem                  | Darragh O'Connell | bude oznámeno    | bude oznámeno   | 29. listopadu 2019     | 5. září 2020   |
| 22           | 4344      | Heat StrokeA Tale of Two Sadies                | Vedro k PadnutíDuplikovaná Sadie               | Darragh O'Connell | bude oznámeno    | bude oznámeno   | 30. listopadu 2019     | 5. září 2020   |
| 23           | 4546      | Poetry in MotionOh Grow Up!                    | Poezie v PohybuNebuď jak malá!                 | Darragh O'Connell | bude oznámeno    | bude oznámeno   | 1. prosince 2019       | 6. září 2020   |
| 24           | 4748      | Groundhog DateMelvin Rules                     | Rande na RepeteTak pravil Melvin               | Darragh O'Connell | bude oznámeno    | bude oznámeno   | 2. prosince 2019       | 6. září 2020   |
| 25           | 4950      | Smarten UpMagic Mojo                           | Rozum do HrstiKouzelná Síla                    | Darragh O'Connell | bude oznámeno    | bude oznámeno   | 3. prosince 2019       | 12. září 2020  |
| 26           | 5152      | Hanging in There (part 1)Oh-My-Giddy! (part 2) | Trhlina (1. část)Jejkote! (2. část)            | Darragh O'Connell | bude oznámeno    | bude oznámeno   | 4. prosince 2019       | 12. září 2020  |

## Kraťasy

### Sadie Sparksová Kraťasy (2019)
| Č. v seriálu | Č. v řadě | Původní název     | Český název   | Premiéra ve Francii | Premiéra v ČR |
| ------------ | --------- | ----------------- | ------------- | ------------------- | ------------- |
| 1            | 1         | Meet Sadie        | bude oznámeno | 28. srpna 2019      | vysíláno      |
| 2            | 2         | Meet Gilbert      | bude oznámeno | 28. srpna 2019      | vysíláno      |
| 3            | 3         | Rival Wizard      | bude oznámeno | 28. srpna 2019      | vysíláno      |
| 4            | 4         | Healthy Lifestyle | bude oznámeno | 28. srpna 2019      | vysíláno      |
| 5            | 5         | Wizarding Woes    | bude oznámeno | 28. srpna 2019      | vysíláno      |
| 6            | 6         | Grumpy Gilbert    | bude oznámeno | 28. srpna 2019      | vysíláno      |

### Sadie Sparksová: Ušákoviny (2019)
| Č. v seriálu | Č. v řadě | Původní název | Český název   | Premiéra ve Francii | Premiéra v ČR |
| ------------ | --------- | ------------- | ------------- | ------------------- | ------------- |
| 7            | 1         | Boom Boom     | bude oznámeno | 16. října 2019      | vysíláno      |
| 8            | 2         | Voice         | bude oznámeno | 16. října 2019      | vysíláno      |
| 9            | 3         | Fly           | bude oznámeno | 20. října 2019      | vysíláno      |
| 10           | 4         | Glue          | bude oznámeno | 20. října 2019      | vysíláno      |
| 11           | 5         | Dance         | bude oznámeno | 23. října 2019      | vysíláno      |
| 12           | 6         | Yoga Bunny    | bude oznámeno | 23. října 2019      | vysíláno      |
| 13           | 7         | Gah           | bude oznámeno | 23. října 2019      | vysíláno      |